# Vladimír Darida
Vladimír Darida, född 8 augusti 1990, är en tjeckisk fotbollsspelare som spelar för grekiska Aris. Han har tidigare representerat det tjeckiska landslaget där han även var lagkapten.